# Adina Popescu (regizoare)
Adina Popescu (n. 10 septembrie 1978, București) este o regizoare de film și autoare română. A absolvit Colegiul Național „Mihai Viteazul” București, apoi facultatea de Regie de Film, însă de la 18 ani a lucrat ca reporter și jurnalist cultural, ulterior redactor, la Dilema veche, unde a scris la rubrica săptămânală „Portrete din mers”.
În 1999, a debutat editorial cu prima ei carte pentru copii, Doar un zbor în jurul lumii. Interesată în primul rând de literatura pentru copii, a mai publicat Miriapodul hoinar și alte povești, Mari povești românești pe înțelesul celor mici, Aventurile lui Doxi în benzi desenate, în colaborare cu Alexandru Ciubotariu, dar și un Manual de șpagă în cadrul campaniei „Nu da șpagă“ (2001).
În 2014, a publicat Povestiri de pe Calea Moșilor, o carte inițial destinată adulților, dar în ea s-au regăsit și copiii dornici să descopere o mașină a timpului care să-i poarte în anii 1980. 
Trilogia fantastică O istorie secretă a Țării Vampirilor a câștigat în 2013 Marele Premiu al concursului de creație literară Trofeul Arthur. Adina Popescu a scris această carte în trei volume în aproape 10 ani, timp în care a mai scris despre bone, gunoieri, pescari, vecini care dau muzica prea tare, bicicliști, ambasadori, scriitori, ciobani și alte reportaje narative, la granița cu ficțiunea. Susține și încurajează creativitatea și imaginația copiilor coordonând revista „Ordinul Povestitorilor”, înființată în 2015, în care adună hazliile și originalele povești și ilustrații ale acestora.
În paginile cărții „Vine vacanța cu trenul din Franța” prezintă o serie de povestiri care au ca sursă de inspirație vacanțele anilor ʼ80 în România.

## Opere

### Literare
- Doar un zbor în jurul lumii, București: Compania, 1999. ISBN 	973-99224-3-X
- Miriapodul hoinar și alte povesti. București: Editura CD Press, 2007, ISBN 978-973-798-988-8
- Aventurile lui Doxi in benzi desenate. București: Editura CD Press, 2007, ISBN 642-062-000-117-3
- Mari povești românești pe înțelesul celor mici. București: Editura CD Press, 2008, ISBN 978-606-528-007-6
- Povestiri de pe Calea Moșilor: proză scurtă, București: București: Casa de pariuri literare , 2014. ISBN 978-606-8342-97-9
- Ordinul Povestitorilor. Revistă de scriere creativă și alte forme de magie, Editura Arthur, 2015
- O istorie secretă a Țării Vampirilor. (I) Cartea Pricoliciului, Editura Arthur, 2015, ISBN 978-606-862-045-9
- Vine vacanța cu trenul din Franța, ilustrații de Bilyana Velikova. București: Youngart, 2021. ISBN 	978-606-9674-44-4

### Ca scenarist
- Children of Uranium (2009)